# Плеше (Шкофліца)
Плеше (словен. Pleše) — поселення в общині Шкофліца, Осреднєсловенський регіон, Словенія. 
Висота над рівнем моря: 440,2 м.